# Mario & Sonic bei den Olympischen Spielen Tokyo 2020
Mario & Sonic bei den Olympischen Spielen Tokyo 2020, international auch bekannt als Mario & Sonic at the Tokyo 2020 Olympic Games (japanisch マリオ&アンドソニック ATアット 東京2020オリンピック, Hepburn: Mario ando Sonikku atto Tōkyō Nī-Zero-Nī-Zero Orinpikku) ist eine Computerspiel-Sportsimulation, die von Sega erstmals am 1. November 2019 für Nintendo Switch und am 23. Januar 2020 erstmals als Arcade-Automat veröffentlicht wurde.
Es handelt sich hierbei um ein offiziell lizenziertes Videospiel zu den Olympischen Sommerspielen 2020, die aufgrund der COVID-19-Pandemie verschoben und letztendlich vom 23. Juli bis 8. August 2021 in Tokio, Japan, ausgetragen wurden. Zusätzlich sind Disziplinen der Olympischen Sommerspiele 1964, die vom 10. bis 24. Oktober 1964 ebenfalls in Tokio stattfanden, im Spiel vertreten. Diese bestreiten die Charaktere dabei im 8-Bit- bzw. 16-Bit-Look früherer Videospielauftritte.
Es ist der Nachfolger von Mario & Sonic bei den Olympischen Spielen (2007 Wii, 2008 DS) und Mario & Sonic bei den Olympischen Winterspielen (2009 Wii, DS), Mario & Sonic bei den Olympischen Spielen London 2012 (2011 Wii, 2012 3DS), Mario & Sonic bei den Olympischen Winterspielen Sotschi 2014 (2013 Wii U) und Mario & Sonic bei den Olympischen Spielen Rio 2016 (2016 Wii U, 3DS, Arcade).

## Gameplay
In Mario & Sonic bei den Olympischen Spielen Tokyo 2020 übernimmt der Spieler wahlweise die Kontrolle über einen der insgesamt 32 verschiedenen Charaktere aus dem Super-Mario- und aus dem Sonic-the-Hedgehog-Universum und versucht, in den offiziellen Disziplinen der Olympischen Sommerspiele 2020 und der Olympischen Sommerspiele 1964 möglichst gut abzuschneiden, um dabei Goldmedaillen zu verdienen. In jeder Disziplin wird die jeweilige Steuerung zunächst textlich und bildlich erklärt.
Neben der Direktwahl der Disziplinen gibt es auch einen Storymodus, der sich über 19 kurze Kapitel erstreckt und vorwiegend mit Textboxen vorangetrieben wird. Darin haben Bowser und Dr. Eggman ein Spielgerät entwickelt, welches Mario und Sonic durch die Zeit ins Jahr 1964 schicken soll, doch letztendlich verschlägt es neben Mario und Sonic auch Bowser und Dr. Eggman selbst zu den Olympischen Sommerspielen 1964, welche komplett im 8-Bit- bzw. 16-Bit-Look dargestellt werden. Um zurück in die Gegenwart zu gelangen, müssen sie hier Goldmedaillen sammeln, während Luigi, Tails und die anderen in der Gegenwart nach einer Rettungsmöglichkeit suchen, aber auch Batterien für das Spielgerät finden müssen, damit die vier Charaktere nicht „Game Over gehen“, bis sie am Ende der Handlung wieder in ihre Zeit zurückkehren. Sowohl in der Vergangenheit als auch der Gegenwart bereist man Tokio, erkundet Orte und Stadien, findet Trivialwissen und redet mit NPCs. Jede Disziplin wird dabei einmal gespielt, zudem kommen zehn kleine Minispiele hinzu. Auch verfügt das Spiel über einen lokalen Mehrspielermodus und einen Online-Modus.

### Charaktere
Es kann aus zehn Charakteren der Super-Mario-Serie und zehn Charakteren der Sonic-the-Hedgehog-Serie gewählt werden, die auf beiden Versionen – Switch und Arcade – verfügbar sind. Diese 20 Hauptcharaktere sind für alle Disziplinen spielbar, hinzu kommen auf der Switch-Version weitere 12 Charaktere aus beiden Serien, die ausschließlich bei bestimmten Disziplinen zur Auswahl stehen, auf Arcade nicht enthalten und in der nachfolgend aufgeführten Tabelle daher kursiv geschrieben sind. Erstmals in der Serie kann nicht mit einem Mii gespielt werden. Alle Charaktere verfügen über verschiedene Schwerpunkte und Attribute wie Geschwindigkeit, Kraft, Fertigkeit und Ausdauer.
| Spielbare Charaktere in Mario & Sonic 2020 | Spielbare Charaktere in Mario & Sonic 2020 | Spielbare Charaktere in Mario & Sonic 2020 |
| Klasse                                     | Super-Mario-Charaktere                     | Sonic-the-Hedgehog-Charaktere              |
| ------------------------------------------ | ------------------------------------------ | ------------------------------------------ |
| Alleskönner                                | Mario                                      | Amy Rose                                   |
| Alleskönner                                | Luigi                                      | Blaze the Cat                              |
| Alleskönner                                | Bowser Jr.                                 | —                                          |
| Geschwindigkeitstypen                      | Yoshi                                      | Sonic the Hedgehog                         |
| Geschwindigkeitstypen                      | Prinzessin Daisy                           | Shadow the Hedgehog                        |
| Geschwindigkeitstypen                      | Diddy Kong                                 | Metal Sonic                                |
| Geschwindigkeitstypen                      | Toadette                                   | Jet the Hawk                               |
| Geschwindigkeitstypen                      | —                                          | Zazz                                       |
| Fertigkeitstypen                           | Prinzessin Peach                           | Miles Tails Prower                         |
| Fertigkeitstypen                           | Waluigi                                    | Dr. Eggman                                 |
| Fertigkeitstypen                           | Rosalina                                   | Silver the Hedgehog                        |
| Fertigkeitstypen                           | Larry Koopa                                | Rouge the Bat                              |
| Fertigkeitstypen                           | Ludwig von Koopa                           | Espio the Chameleon                        |
| Fertigkeitstypen                           | —                                          | Dr. Eggman Nega                            |
| Krafttypen                                 | Wario                                      | Knuckles the Echidna                       |
| Krafttypen                                 | Bowser                                     | Vector the Crocodile                       |
| Krafttypen                                 | Donkey Kong                                | Zavok                                      |
| Krafttypen                                 | Wendy O. Koopa                             | —                                          |

Andere Charaktere, die als Teammitglieder an den Disziplinen in Mannschaftssportarten teilnehmen, werden nachfolgend aufgeführt. Diese können auch verschiedenfarbige Varianten darstellen. Auch die Schiedsrichter und Zuschauer entstammen aus den beiden Videospielserien. Außerdem aufgeführt werden Charaktere, die anderweitig im Spiel zu sehen sind.
| Nicht-spielbare Charaktere in Mario & Sonic 2020      | Nicht-spielbare Charaktere in Mario & Sonic 2020                                 | Nicht-spielbare Charaktere in Mario & Sonic 2020                                           | Nicht-spielbare Charaktere in Mario & Sonic 2020                                                      | Nicht-spielbare Charaktere in Mario & Sonic 2020 |
| Teammitglieder                                        | Schiedsrichter                                                                   | Zuschauer                                                                                  | Weitere Auftritte                                                                                     |                                                  |
| ----------------------------------------------------- | -------------------------------------------------------------------------------- | ------------------------------------------------------------------------------------------ | --- | ------------------------------------------------ |
| - Birdo - Boom Boom - Hammerbruder - Egg Pawn - Pocky | - Toad - Lakitu - Charmy Bee - Cream the Rabbit - Cheese - Orbot - Cubot - Rocky | - Toad - Gumba - Koopa - Shy Guy - Chao - Omochao - Tiere - Flicky - Picky - Pecky - Cucky | - Kettenhund - Cheep-Cheep - Blooper - Mecha Sonic - Buzz Bomber - Balkiry - Clucker - Nebula - Rexon |                                                  |

### Disziplinen
Die Switch-Version verfügt über 22 Disziplinen der Olympischen Sommerspiele 2020, zehn Disziplinen der Olympischen Sommerspiele 1964 und drei sogenannte Traumdisziplinen, welche den Bezug zu den realen Spielen deutlich lockern und verstärkt Elemente aus den beiden Videospielserien mit einbringen, beispielsweise mit Itemboxen aus Mario Kart oder Booststreifen aus den Sonic-Spielen. Die Arcade Edition verfügt über acht Disziplinen der Olympischen Sommerspiele 2020 und vier Disziplinen der Olympischen Sommerspiele 1964.
| Sportart            | Disziplinen Switch-Version   | Disziplinen Arcade Edition   |
| ------------------- | ---------------------------- | ---------------------------- |
| Leichtathletik      | 100-Meter-Lauf               | 100-Meter-Lauf               |
| Leichtathletik      | 110-Meter-Hürdenlauf         | Dreisprung                   |
| Leichtathletik      | 4-mal-100-Meter-Staffel      | Diskuswurf                   |
| Leichtathletik      | Dreisprung                   | 110-Meter-Hürdenlauf (1964)  |
| Leichtathletik      | Speerwurf                    |                              |
| Leichtathletik      | Diskuswurf                   |                              |
| Leichtathletik      | 100-Meter-Lauf (1964)        |                              |
| Leichtathletik      | 400-Meter-Hürdenlauf (1964)  |                              |
| Leichtathletik      | Weitsprung (1964)            |                              |
| Leichtathletik      | Marathonlauf (1964)          |                              |
| Turnen              | Rhythmische Sportgymnastik   | Rhythmische Sportgymnastik   |
| Turnen              | Bodenturnen                  | Sprung (1964)                |
| Turnen              | Sprung (1964)                |                              |
| Wassersport         | 100-Meter-Freistil           | 100-Meter-Freistil           |
| Wassersport         | Wellenreiten                 | Wellenreiten                 |
| Wassersport         | 10-Meter-Turmspringen (1964) | 10-Meter-Turmspringen (1964) |
| Hof-und-Feld-Spiele | Rugby                        | Rugby                        |
| Hof-und-Feld-Spiele | Fußball                      |                              |
| Hof-und-Feld-Spiele | Tischtennis                  |                              |
| Hof-und-Feld-Spiele | Badminton                    |                              |
| Hof-und-Feld-Spiele | Skateboard                   |                              |
| Hof-und-Feld-Spiele | Volleyball (1964)            |                              |
| Sportschießen       | Bogenschießen                | Sportschießen (1964)         |
| Sportschießen       | Sportschießen (1964)         |                              |
| Bootsport           | Kanusport                    | —                            |
| Bootsport           | Kajak (1964)                 | —                            |
| Kampfsport          | Boxen                        | —                            |
| Kampfsport          | Karate                       | —                            |
| Kampfsport          | Fechten                      | —                            |
| Kampfsport          | Judo (1964)                  | —                            |
| Reitsport           | Reitsport                    | —                            |
| Sportklettern       | Sportklettern                | Sportklettern                |
| Traumdisziplinen    | Traum-Rennen                 | —                            |
| Traumdisziplinen    | Traum-Sportschießen          | —                            |
| Traumdisziplinen    | Traum-Karate                 | —                            |

## Synchronisation
Während die Stimmen der Super-Mario-Charaktere im Spiel unabhängig von der Region identisch sind, verfügt Mario & Sonic bei den Olympischen Spielen Tokyo 2020 erneut über deutsche, englische, japanische, französische, spanische und italienische Synchronisation der Sonic-Charaktere, welche denen vorheriger Sonic-Spiele entsprechen und größtenteils daraus wiederverwendet wurden. Für den deutschen Dr. Eggman wurden erneut frühere Tonaufnahmen des 2017 verstorbenen Hartmut Neugebauer wiederverwendet.
| Super-Mario-Synchronsprecher in Mario & Sonic 2020 | Super-Mario-Synchronsprecher in Mario & Sonic 2020 |
| Figur im Spiel                                     | Synchronsprecher                                   |
| -------------------------------------------------- | -------------------------------------------------- |
| Mario                                              | Charles Martinet                                   |
| Luigi                                              | Charles Martinet                                   |
| Wario                                              | Charles Martinet                                   |
| Waluigi                                            | Charles Martinet                                   |
| Prinzessin Peach                                   | Samantha Kelly                                     |
| Toad                                               | Samantha Kelly                                     |
| Toadette                                           | Samantha Kelly                                     |
| Yoshi                                              | Kazumi Totaka                                      |
| Birdo                                              | Kazumi Totaka                                      |
| Bowser                                             | Kenny James                                        |
| Bowser Jr.                                         | Caety Sagoian                                      |
| Prinzessin Daisy                                   | Deanna Mustard                                     |
| Rosalina                                           | Laura Faye Smith                                   |
| Donkey Kong                                        | Takashi Nagasako                                   |
| Diddy Kong                                         | Katsumi Suzuki                                     |
| Larry Koopa                                        | Michelle Hippe                                     |
| Wendy O. Koopa                                     | Ashley Flannegan                                   |
| Ludwig von Koopa                                   | David James Goldfarb                               |
| Shy Guy                                            | Nate Bihldorff                                     |
| Boom Boom                                          | Sho Murata                                         |

| Sonic-the-Hedgehog-Synchronsprecher und Ansagerstimmen in Mario & Sonic 2020 | Sonic-the-Hedgehog-Synchronsprecher und Ansagerstimmen in Mario & Sonic 2020 | Sonic-the-Hedgehog-Synchronsprecher und Ansagerstimmen in Mario & Sonic 2020 | Sonic-the-Hedgehog-Synchronsprecher und Ansagerstimmen in Mario & Sonic 2020 | Sonic-the-Hedgehog-Synchronsprecher und Ansagerstimmen in Mario & Sonic 2020 | Sonic-the-Hedgehog-Synchronsprecher und Ansagerstimmen in Mario & Sonic 2020 | Sonic-the-Hedgehog-Synchronsprecher und Ansagerstimmen in Mario & Sonic 2020 |
| Figur im Spiel                                                               | Deutscher Synchronsprecher                                                   | Englischer Synchronsprecher                                                  | Japanischer Synchronsprecher                                                 | Französischer Synchronsprecher                                               | Spanischer Synchronsprecher                                                  | Italienischer Synchronsprecher                                               |
| ---------------------------------------------------------------------------- | ---------------------------------------------------------------------------- | ---------------------------------------------------------------------------- | ---------------------------------------------------------------------------- | ---------------------------------------------------------------------------- | ---------------------------------------------------------------------------- | ---------------------------------------------------------------------------- |
| Sonic the Hedgehog                                                           | Marc Stachel                                                                 | Roger Craig Smith                                                            | Jun'ichi Kanemaru                                                            | Alexandre Gillet                                                             | Ángel de Gracia                                                              | Renato Novara                                                                |
| Miles Tails Prower                                                           | Paulina Weiner                                                               | Colleen O’Shaughnessey                                                       | Ryō Hirohashi                                                                | Marie-Eugénie Maréchal                                                       | Graciela Molina                                                              | Benedetta Ponticelli                                                         |
| Knuckles the Echidna                                                         | Claus-Peter Damitz                                                           | Dave Mitchell                                                                | Nobutoshi Canna                                                              | Sébastien Desjours                                                           | Sergio Mesa                                                                  | Maurizio Merluzzo                                                            |
| Amy Rose                                                                     | Anna Gamburg                                                                 | Cindy Robinson                                                               | Taeko Kawata                                                                 | Naïké Fauveau                                                                | Meritxell Ribera                                                             | Serena Clerici                                                               |
| Dr. Eggman                                                                   | Hartmut Neugebauer                                                           | Mike Pollock                                                                 | Kōtarō Nakamura                                                              | Marc Bretonnière                                                             | Francesc Belda                                                               | Aldo Stella                                                                  |
| Dr. Eggman Nega                                                              | Hartmut Neugebauer                                                           | Mike Pollock                                                                 | Kōtarō Nakamura                                                              | Marc Bretonnière                                                             | Francesc Belda                                                               | Aldo Stella                                                                  |
| Shadow the Hedgehog                                                          | Klaus Lochthove                                                              | Kirk Thornton                                                                | Kouji Yusa                                                                   | Benoît DuPac                                                                 | Manuel Gimeno                                                                | Claudio Moneta                                                               |
| Rouge the Bat                                                                | Marianne Graffam                                                             | Karen Strassman                                                              | Rumi Ochiai                                                                  | Marie Lenoir                                                                 | Ana Vidal                                                                    | Jasmine Laurenti                                                             |
| Silver the Hedgehog                                                          | Roland Wolf                                                                  | Bryce Papenbrook                                                             | Daisuke Ono                                                                  | Hervé Grull                                                                  | Ángel de Gracia                                                              | Davide Albano                                                                |
| Blaze the Cat                                                                | Greta Galisch de Palma                                                       | Erica Lindbeck                                                               | Nao Takamori                                                                 | Delphine Braillon                                                            | Carmen Ambrós                                                                | Tania De Domenico                                                            |
| Vector the Crocodile                                                         | Andi Krösing                                                                 | Keith Silverstein                                                            | Kenta Miyake                                                                 | Philippe Roullier                                                            | Alfonso Vallés                                                               | Diego Sabre                                                                  |
| Espio the Chameleon                                                          | Andreas Hofer                                                                | Matthew Mercer                                                               | Yūki Masuda                                                                  | Antoine Nouel                                                                | Dani Albiac                                                                  | Silvio Pandolfi                                                              |
| Cream the Rabbit                                                             | Nicole Hannak                                                                | Michelle Ruff                                                                | Sayaka Aoki                                                                  | Marie Millet                                                                 | Geni Rey                                                                     | Sabrina Bonfitto                                                             |
| Jet the Hawk                                                                 | Roland Wolf                                                                  | Michael Yurchak                                                              | Daisuke Kishio                                                               | Benjamin Bollen                                                              | Sergio Mesa                                                                  | Andrea De Nisco                                                              |
| Zavok                                                                        | Klaus Lochthove                                                              | Patrick Seitz                                                                | Jōji Nakata                                                                  | Benoît Allemane                                                              | Miguel Ángel Jenner                                                          | Gianni Gaude                                                                 |
| Zazz                                                                         | Gerold Ströher                                                               | Liam O’Brien                                                                 | Yutaka Aoyama                                                                | Gilbert Levy                                                                 | Rafael Parra                                                                 | Diego Sabre                                                                  |
| Omochao                                                                      | Tabea Börner                                                                 | Erica Lindbeck                                                               | Etsuko Kozakura                                                              | Delphine Braillon                                                            | Sofía García                                                                 | Sabrina Bonfitto                                                             |
| Ansager                                                                      | Steffan Boje                                                                 | Billy Kametz                                                                 | Billy Kametz                                                                 | Olivier Deslandes                                                            | Fabio Tassone                                                                | Angelo Cola                                                                  |
| Ansagerin                                                                    | Tabea Börner                                                                 | Cristina Vee                                                                 | Cristina Vee                                                                 | Caroline Klaus                                                               | Lourdes Fabrés                                                               | Tiziana Martello                                                             |
| Ansager 1964                                                                 | Oliver Brod                                                                  | Wally Wingert                                                                | Gentoku                                                                      | Philippe Barrier                                                             | Ramón Rocabayera                                                             | Matteo Zanotti                                                               |

## Sonic bei den Olympischen Spielen Tokyo 2020
Neben den Versionen für Nintendo Switch und Arcade erschien am 7. Mai 2020 für die Betriebssysteme iOS und Android das Spiel mit dem Namen Sonic bei den Olympischen Spielen Tokyo 2020. Entwickelt und gepublished von Sega, handelt es sich hierbei um eine an das Smartphone angepasste, inhaltlich stark reduzierte Version des Spiels, gänzlich ohne Super-Mario-Inhalte und ausschließlich mit Kontent der Sonic-the-Hedgehog-Spieleserie. Zur Auswahl stehen 16 Charaktere des Sonic-Universums für 17 Disziplinen, die aus dem Konsolenvorbild bekannt sind, bis auf die Ausnahme der Disziplin Trampolinturnen, welche es in Bezug auf diese Olympiade exklusiv nur in Sonic bei den Olympischen Spielen Tokyo 2020 gibt.
Es ist die erste Smartphone-Veröffentlichung der Serie seit Sonic bei den Olympischen Winterspielen, welches im Jahre 2010 nach nur wenigen Tagen ohne offizielles Statement aus dem App Store verschwand und nie zurückkehrte.

## Rezeption
Mario & Sonic bei den Olympischen Spielen Tokyo 2020 erhielt mittelmäßige bis gute Wertungen und schnitt besser ab als die letzten beiden Vorgänger. Gelobt wurde die Idee der Retro-Olympiade im Jahre 1964, jedoch gab es Kritik für den lokalen Mehrspielermodus. Die genauen Verkaufszahlen des Spiels sind nicht bekannt.

„Warum ich mich so auf Tokyo 2020 gefreut hatte, weiß ich inzwischen nicht mehr – wahrscheinlich war es die Aussicht auf die ”1964”-Retro-Variante. Die ist tatsächlich der ausgesprochen liebevoll gemachte Höhepunkt in einem Sportspiel, das einen durch ein Wechselbad der Gefühle schickt – denn für jeden gelungenen Einfall (wie eben die Pixel-Olympiade) gibt es mindestens ein Element, das nervt oder gar enttäuscht. Die Anzahl der Disziplinen ist löblich, aber viele sind nicht richtig durchdacht und geraten entweder oberflächlich oder warten mit komplizierter Steuerung auf. Der Story-Modus erzählt eine gefällige Geschichte, ist aber auf Dauer zäh und von den freischaltbaren Minispielen sind längst nicht alle spaßig. Und auch diesmal vermisse ich Turniermodi, gerade für Mehrspieler-Runden – warum sich Sega so dagegen sträubt, will mir nicht einleuchten. So bleibt Mario & Sonic erneut ein im Grunde sympathisches, aber auch problembehaftetes Spiel, das aus seinem Potenzial zu wenig macht.“

„Das Spielkonzept der Reihe wird mit Mario und Sonic bei den Olympischen Spielen: Tokyo 2020 nicht revolutioniert. Furchtbar tiefgängig werden solche Minispiel-Sammlungen zuem nie sein, und viele der Spiele funktioniere sehr ähnlich. Ein längeres Investment des Spielers, wie es zum Beispiel Wii Sports Resort zumindest ansatzweise bieten konnte, ist bei Mario und Sonic nach Abschließen des Storymodus nicht gegeben. Trotzdem fühlt sich dieser Eintrag in der Reihe doch wesentlich inspirierter an als damals Rio 2016. Dank des liebevoll gestalteten Tokyo-64-Modus und den zusätzlichen Minispielen fühlt sich der Titel einfach viel abwechslungsreicher und voller an. Und für ein paar spaßige Runden im Freundeskreis taugt Mario und Sonic in Tokyo 2020 allemal.“

„„Mario & Sonic bei den Olympischen Spielen: Tokyo 2020“ ist nicht das Spiel, was es hätte sein können. Nach der Serienpause hatte ich gehofft, dass Nintendo und SEGA ein starkes Revival in petto haben, was der schwächelnden Serie zu neuer Kraft verhilft. Leider wurde ich enttäuscht. Die Disziplinen sind weiterhin aufgewärmte Minispiel-Kost, die sich nicht weiterentwickeln möchte. Besonders die Traumdisziplinen werden ihrem einstigen Status nicht gerecht und verdeutlichen, dass Nintendo und SEGA verlernt haben, dieses Crossover zwischen Super Mario und Sonic the Hedgehog zu schätzen. Ein Lichtblick ist der durchaus gelungene Storymodus, der Einzelspielern ein paar unterhaltsame Stunden bescheren wird, aber nicht über die Modi-Armut und den ernüchternden Wiederspielwert hinwegtäuschen kann. Wer nach einem Partyspiel für die Nintendo Switch sucht, der ist mit Super Mario Party oder sogar Super Smash Bros. Ultimate besser bedient.“